# Copa Movistar (voleibol)
La Copa Movistar fue un torneo internacional amistoso de voleibol femenino. Era  organizada por la Federación Peruana de Voleibol y por Frecuencia Latina.

## Campeones
| N.º | Año  | Sede | Oro  | Plata                | Bronce | Cuarto      |
| --- | ---- | ---- | ---- | -------------------- | ------ | ----------- |
| I   | 2011 | Perú | Cuba | República Dominicana | Perú   | Puerto Rico |

### Medallero histórico
- Actualizado hasta la Copa Movistar 2011.

| Núm. | País                 | Oro | Plata | Bronce | Total |
| ---- | -------------------- | --- | ----- | ------ | ----- |
| 1    | Cuba                 | 1   | 0     | 0      | 1     |
| 2    | República Dominicana | 0   | 1     | 0      | 1     |
| 3    | Perú                 | 0   | 0     | 1      | 1     |
|      | TOTAL                | 1   | 1     | 1      | 3     |